# Даниленко, Иван Яковлевич
Иван Яковлевич Даниленко (укр. Іван Якович Даниленко; 24 февраля 1929 год, село Турлаки, Румыния — 3 июня 2005 год, село Семёновка, Белгород-Днестровский район, Одесская область, Украина) — бригадир тракторной бригады колхоза «Знамя Ленина» Белгород-Днестровского района Одесской области. Герой Социалистического Труда (1966). Депутат Верховного Совета УССР 8 — 10 созывов.

## Биография
Родился 24 февраля 1929 года в крестьянской семье в селе Турлаки, Румыния (сегодня — село Выпасное, Белгород-Днестровский район Одесской области).
С 1945 года — тракторист, помощник бригадира, бригадир тракторной бригады Староказацкой МТС Староказацкого района Измаильской области. В 1953 году вступил в КПСС.
С 1958 по 1960 год — бригадир тракторной бригады колхоза имени Ленина Староказацкого района Одесской области.
С 1960—1989 год — бригадир тракторной бригады колхоза «Знамя Ленина» села Семёновка Белгород-Днестровского района Одесской области.
В 1966 году удостоен звания Героя Социалистического Труда «за успехи, достигнутые в увеличении производства и заготовок пшеницы, ржи, гречихи, проса, риса, кукурузы и других зерновых и кормовых культур».
В 1974 году заочно окончил Белгород-Днестровский техникум сельского хозяйства.
С 1989 года — преподаватель специальных дисциплин Белгород-Днестровского профессионально-технического училища № 57 Одесской области.
Избирался делегатом XXIV съезда КПСС и депутатом Верховного Совета УССР 8 — 10 созывов.
После выхода на пенсию проживал в селе Семёновка, где скончался 3 июня 2005 года.

## Награды
- Герой Социалистического Труда — указом Президиума Верховного Совета СССР от 23 июня 1966 года
- Орден Ленина
- Орден Октябрьской Революции
- Орден Трудового Красного Знамени